# 3665 Fitzgerald
3665 Fitzgerald este un asteroid din centura principală, descoperit pe 19 martie 1979 de Antonín Mrkos.